# Gwiazda typu Wolfa-Rayeta

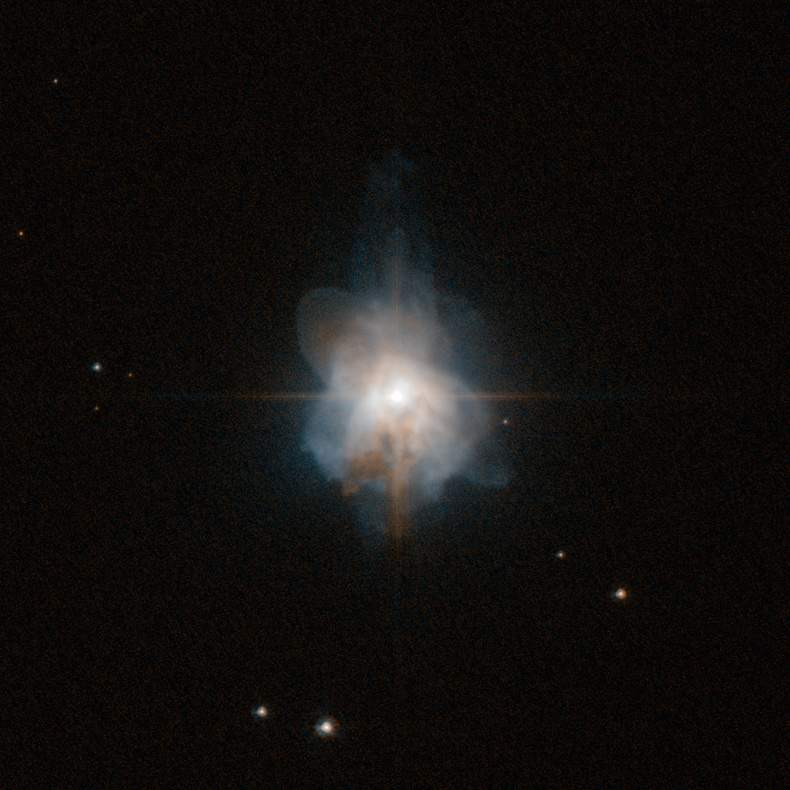
Mgławica planetarna Henize 3-1333 z położoną wewnątrz gwiazdą typu Wolfa-Rayeta: CPD−56°8032

Gwiazda typu Wolfa-Rayeta (Wolf-Rayet type star) – gwiazda w późnym etapie ewolucji, która odrzuciła swoją zewnętrzną powłokę tworząc mgławicę planetarną i odsłaniając swoje jądro. Typ widmowy gwiazd typu Wolfa-Rayeta jest bardzo zbliżony do charakterystyki spektralnej znacznie od nich większych gwiazd Wolfa-Rayeta, od których także pochodzi ich nazwa.
Główna różnica pomiędzy tymi bardzo podobnie nazwanymi typami gwiazd polega na ich wielkości (gwiazdy Wolfa-Rayeta mają masę ponad 20 razy większą od masy Słońca, gwiazdy typu Wolfa-Rayeta mają masę podobną do Słońca) i sposobie w jakim straciły one zewnętrzną powłokę (gwiazdy Wolfa-Rayeta mają „rozdętą” powłokę gazową z powodu bardzo silnych wiatrów słonecznych, mniejsze gwiazdy typu Wolfa-Rayeta odsłoniły ich jądra po odrzuceniu zewnętrznych warstw po wyczerpaniu się zasobów paliwa do reakcji termojądrowej). Obydwa typy gwiazd mają odsłonięte, helowe jądra i bardzo wysoką temperaturę wynoszącą 25–50 tysięcy K.
Przykładową gwiazdą typu Wolfa-Rayeta jest CPD−56°8032 położona w mgławicy planetarnej o oznaczeniu Henize 3-1333.